# سنجنتي
سنجنتي Benjamin Raphael Sanguinetti (1811 – 1883 م) هو مستشرق وطبيب فرنسي.
أهم آثاره هو ترجمته - بالاشتراك مع دفرمري - لرحلة ابن بطوطة. وصدرت هذه الترجمة في أربعة مجلدات، في باريس، سنة 1853 - 1858 م.